# 7497 Guangcaishiye
7497 Guangcaishiye (1995 YY21) là một tiểu hành tinh vành đai chính được phát hiện ngày 17 tháng 12 năm 1995 bởi Chương trình tiểu hành tinh Bắc Kinh Schmidt CCD ở Xinglong.